# Meskwaki

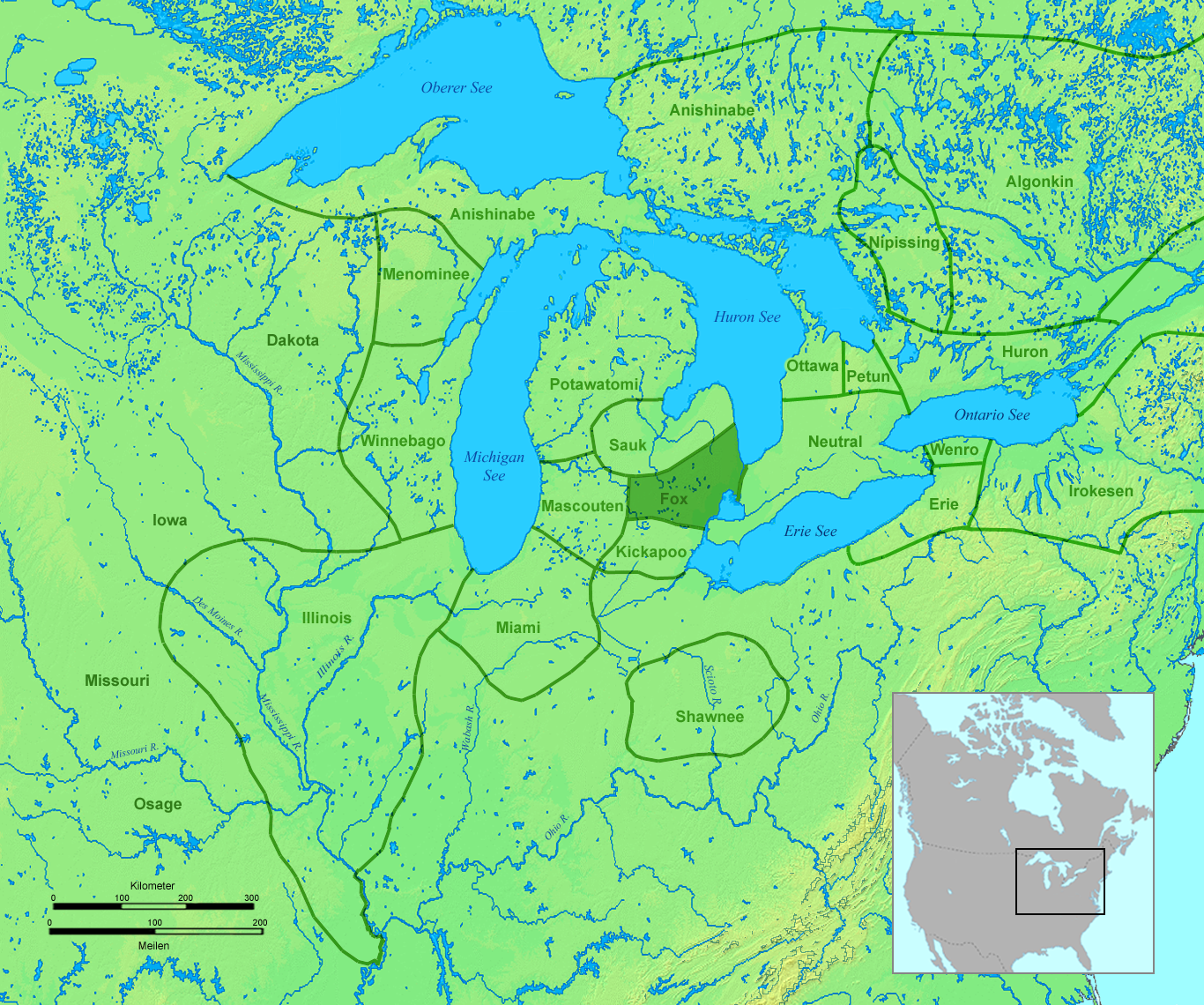
Wohn- und Jagdgebiet der Fox um 1650

Die Meskwaki (veraltet: Fox) sind ein indigenes nordamerikanisches Volk der Algonkin-Sprachfamilie. Ihr traditionelles Jagd- und Wohngebiet lag um 1650 östlich, später westlich des Lake Michigan im heutigen US-Bundesstaat Iowa. Ihre Nachfahren leben heute überwiegend in den US-Bundesstaaten Oklahoma, Kansas und Iowa.

## Name, Sprache und  Territorium

### Stammesbezeichnungen

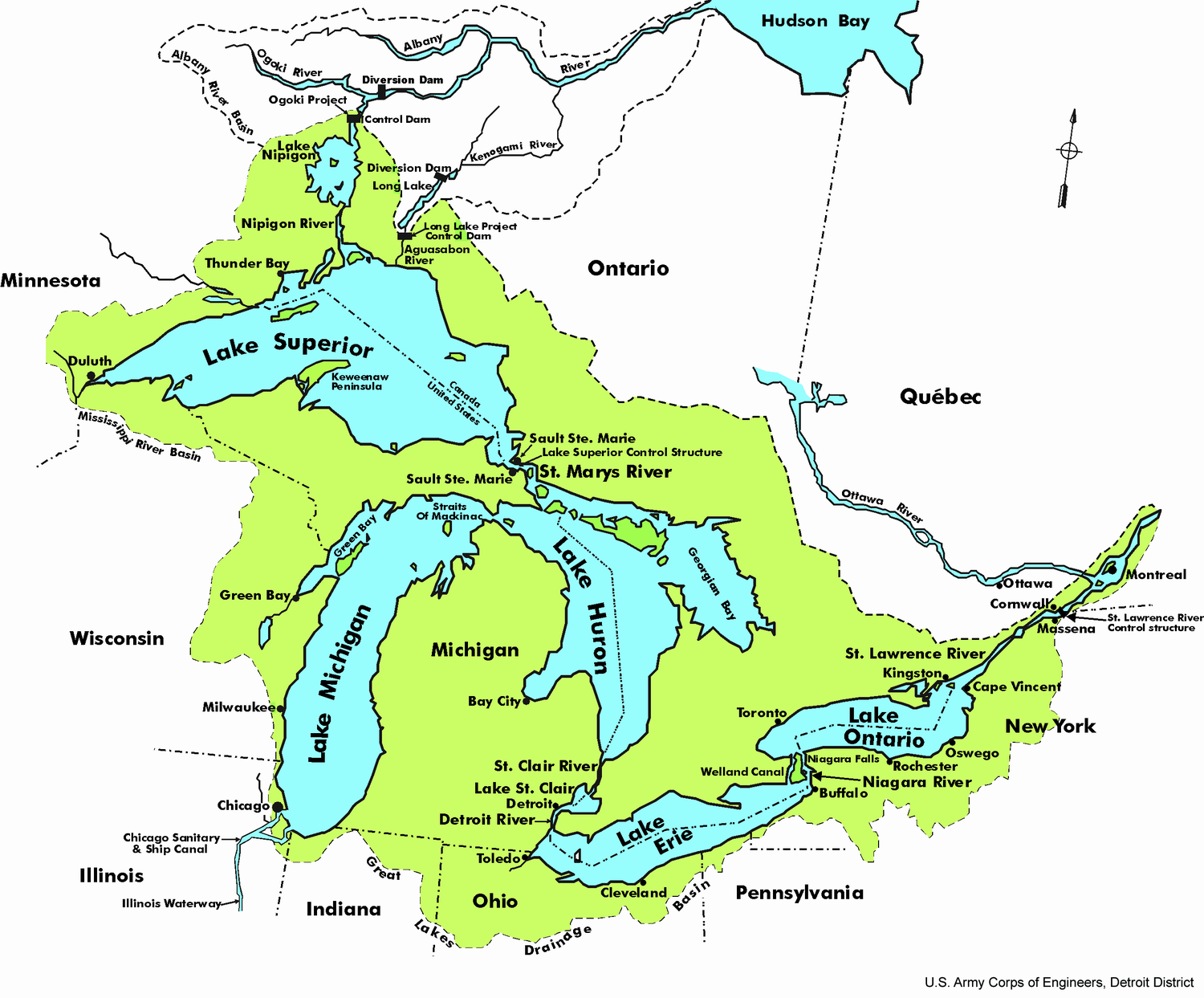
Karte der Großen Seen und deren Einzugsgebiet (grün)

Die Meskwaki nennen sich selbst auch Meshkwahkîha  („Volk der roten Erde“), dies lässt sich eventuell von den Meskwaki-Wörtern Meshkwi („rot“), Meshkothiwa (rotfarbig) bzw. Meshkwâwi („es ist rot“) und Ineniwa („Person/Mann“) bzw. Neniwaki („Männer“) herleiten, was dann später zu „Mesquakie“ verkürzt wurde. Allgemein waren die Meskwaki unter benachbarten Stämmen ebenfalls als „Volk der roten Erde“ bekannt, wie z. B. bei den eng verwandten Sauk/Sac (Othâkîwa) („Volk der gelben Erde“) die die Meskwaki Êshkwîha nannten.
Weitere Varianten: Meshkwakihug, Meshkwahkihaki, Meskwahki u. a.
Die heute immer noch verwendete veraltete Stammesbezeichnung „Fox“ („Volk des Fuchses“) geht vermutlich auf eine Verwechslung seitens der Franzosen bei Erstkontakt zurück. Laut einer Überlieferung trafen Franzosen auf eine Gruppe von Meskwaki-Jägern, und fragten diese wer sie seien und die Jäger antworteten: Waᐧkoᐧha („Person/Mitglied des Fuchs-Clans“), Wâkoshêhithowa oder Manesenokimawisottiki („Wir gehören zum Fuchs-Clan“). Da die Franzosen nicht verstanden, dass die Stammesmitglieder sich meist eher zu ihrem Clan zugehörig identifizierten, verwechselten sie dies als eine Stammesbezeichnung und übertrugen diesen Clannamen auf das ganze Volk der Meskwaki, die nun als „Les Renards“ und später als die „Fox“ bekannt wurden, beides mit der Bedeutung („die Füchse“).
Die Irokesisch-sprachigen Völker hatten mehrere Stammesbezeichnungen für die Fox: die Neutral nannten sie zuerst Atisitaehronon, ebenso die Huron-Petun Atsistaeronnon, was beides „Feuer-Nation“ bedeutet; später war es nur noch für die sprachlich-kulturell den Meskwaki nahe stehenden Mascouten gebräuchlich. Später jedoch bezeichneten die Wendat-Völker sie als Oskovararonon und die Seneca als Haskwahkiha, was beides eine Aufnahme der Meskwaki-Selbstbezeichnung als „Meshkwahkîha“ ist. Allgemein waren sie jedoch unter den Irokesen als Skenchioronon (Wendat-Variante) oder Tsitsho’á:ka (Mohawk-Variante) („Volk des Fuchses“) bekannt, was vermutlich wiederum eine Adaption der französischen Fremdbezeichnung als „Le Renards“ („Füchse“) ist.
Eine weitere abwertende Bezeichnung für die feindlichen Algonkin-Völker (einschließlich der Meskwaki) lautete Rontsha'ká:nons / Atsha'ká:nons („Sie nagen an ihren Lippen“) oder Rontewa'ká:nons / Atewa'ká:nons („Sie nagen an ihren Wörtern“) und bezog sich auf die Unterschiede in der Phonetik der beiden Sprachfamilien: die Irokesen kannten keine labialen Konsonanten (b, p, m), an deren Artikulation primär die Lippen beteiligt sind (daher konnten sie „Meshkwahkîha“ nicht korrekt aussprechen).
Die benachbarten Stämme der Anishinaabe(g) bezeichneten die Meskwaki ursprünglich als Odagaamii(wag) oder Otakamik („Volk am anderen Ufer“), da diese am Südufer der Great Lakes lebten und die Anishinaabe meist entlang des Nordufers; die französische Transliteration ist Outagamie. Heute jedoch haben sie die Selbstbezeichnung der Meskwaki übernommen und nennen diese nun ebenfalls Miskwaakii(wag).

### Sprache
Die Meskwaki sprechen zusammen mit den eng verwandten und verbündeten Sauk (Sac) und Kickapoo eine gemeinsame Zentrale Algonkin-Sprache, die meist als Meskwaki (Fox-Sauk) (auch: Fox-Sauk-Kickapoo) bekannt ist. Ihre Dialektvariante namens Meskwakiatoweni steht hierbei der Dialektvariante Thâkiwâtowêweni der Sauk am nächsten und weist größere Unterschiede zum Dialekt der Kickapoo auf. Zudem sprachen die heute als eigenständiger Stamm nicht mehr existenten Mascouten eine weitere Dialektvariante derselben Sprache. Die sprachlichen und kulturellen Gemeinsamkeiten lassen vermuten, dass diese vier Stämme noch kurz vor dem Kontakt mit Europäern eng beieinander gelebt haben. Einige Indizien sprechen dafür, dass die Shawnee als fünfter Stamm ebenfalls zu dieser Gruppierung gehören könnten.

### Territorium
Vor dem Kontakt mit Europäern waren die Meskwaki ein klar definierter separater Stamm. Die Regierung der Vereinigten Staaten jedoch hat sie unrechtmäßig zusammen mit den Sauk zu einer Union verknüpft. Nach 1773 bestand ihr Verhältnis zu den Sauk eher aus einer engen Allianz als aus einer Union oder gar einer Konföderation. Beide Stämme starteten zwar gelegentlich gemeinsame Unternehmungen, blieben jedoch politisch und territorial getrennt. Ungeachtet dieser Tatsachen stufte sie die US-Regierung als eine Einheit unter der Bezeichnung „Sac-und-Fox“ ein. Im frühen neunzehnten Jahrhundert spaltete sich eine band (englisch „Stammesgruppe“) ab und wurde unter dem Namen Sac-and-Fox of the Missouri offiziell anerkannt. Der Rest der beiden Stämme erhielt den Namen Sac-and-Fox of the Mississippi. In den 1850er Jahren beendeten die Meskwaki ihre Allianz mit den Sauk, verließen Kansas und kehrten nach Iowa zurück. Damit entstand eine neue Gruppe, die der vorherigen offiziellen Terminologie zufolge Sac-and-Fox of the Mississippi in Iowa genannt wurde.
Die ersten französischen Karten der Großen Seen platzieren die Meskwaki in das südliche Michigan zwischen den Lake Michigan und Lake Huron. Einige Jahre später waren sie unter dem Druck irokesischer Überfälle nach Wisconsin ausgewichen. Zur Zeit des europäischen Kontakts lebten sie am Wolf River im nordöstlichen Wisconsin und bewohnten ein Gebiet, das sich vom Oberen See bis zum Chicago River und vom Lake Michigan bis zum Mississippi erstreckte. Etwa um 1677 waren sie am oberen Fox River zu finden. Aufgrund der Kriege gegen die Franzosen im frühen achtzehnten Jahrhundert zogen sie in südwestlicher Richtung und erreichten den unteren Wisconsin River und Iowa. Bis zum frühen neunzehnten Jahrhundert siedelten sie am Westufer des Mississippi. In den vergangenen 150 Jahren gehörte stets ein Stück Präriekultur zu ihrem Leben und beherrschte zunehmend ihre Lebensweise.

## Externe Beziehungen
Der Wandel in der Kultur der Meskwaki und der mit ihnen verwandten Stämme vollzog sich fließend. Gehörten sie in der Präkontaktzeit zu den Waldlandindianern, so übernahmen sie auf ihren Weg nach Westen zunehmend Elemente der Präriekultur, die sie von den Sioux sprechenden Stämmen in Iowa übernahmen. Ähnlichkeiten zur Kultur der Iowa-Indianer sind nicht zu übersehen. Eine Ursache könnte unter anderem die Adoption von Mitgliedern der Iowa sein, um die Verluste der Meskwaki in den Kriegen gegen die Franzosen sein.
Es gab wechselnde Beziehungen zu den Kolonialmächten. Die Handelsbeziehungen zwischen Franzosen und Meskwaki waren vielfältig, dennoch weigerten sich die Indianer, in der Nähe der französischen Handelsposten oder Missionen zu siedeln. 1712 änderte ein Teil der Meskwaki seine Politik und zog nach Detroit. Trotzdem herrschte ein Klima des Misstrauens und Argwohns, das schließlich zu mehreren Kriegen führte. Der Kampfesmut der Meskwaki und die hohen Kriegskosten veranlassten die Franzosen, Frieden mit den Meskwaki zu schließen. Allerdings standen diese den Franzosen weiterhin misstrauisch gegenüber. In den Jahren der britischen Herrschaft waren die Beziehungen friedlicher Art. Als die Vereinigten Staaten gegründet wurden und den Mittleren Westen militärisch kontrollierten, führten die Meskwaki keine Kriege mehr.

## Gruppen der Meskwaki
Die Meskwaki waren in mehrere Gruppen aufgeteilt, die als bands (Gruppen) oder Dörfer bezeichnet werden können. Eine derartige band wohnte in einem Sommerdorf und sammelte sich mit den anderen Gruppen des Stammes im Frühling jeden Jahres, um gemeinsam auf Büffeljagd zu gehen. Danach kehrten alle Gruppen in ihre eigenen Sommerdörfer zurück. Die Bands wurden offenbar nach ihren Führern benannt. Die Mitgliederzahl einer Band wechselte, es gibt jedoch keine Informationen über die Lebensdauer einer Band.

## Kultur

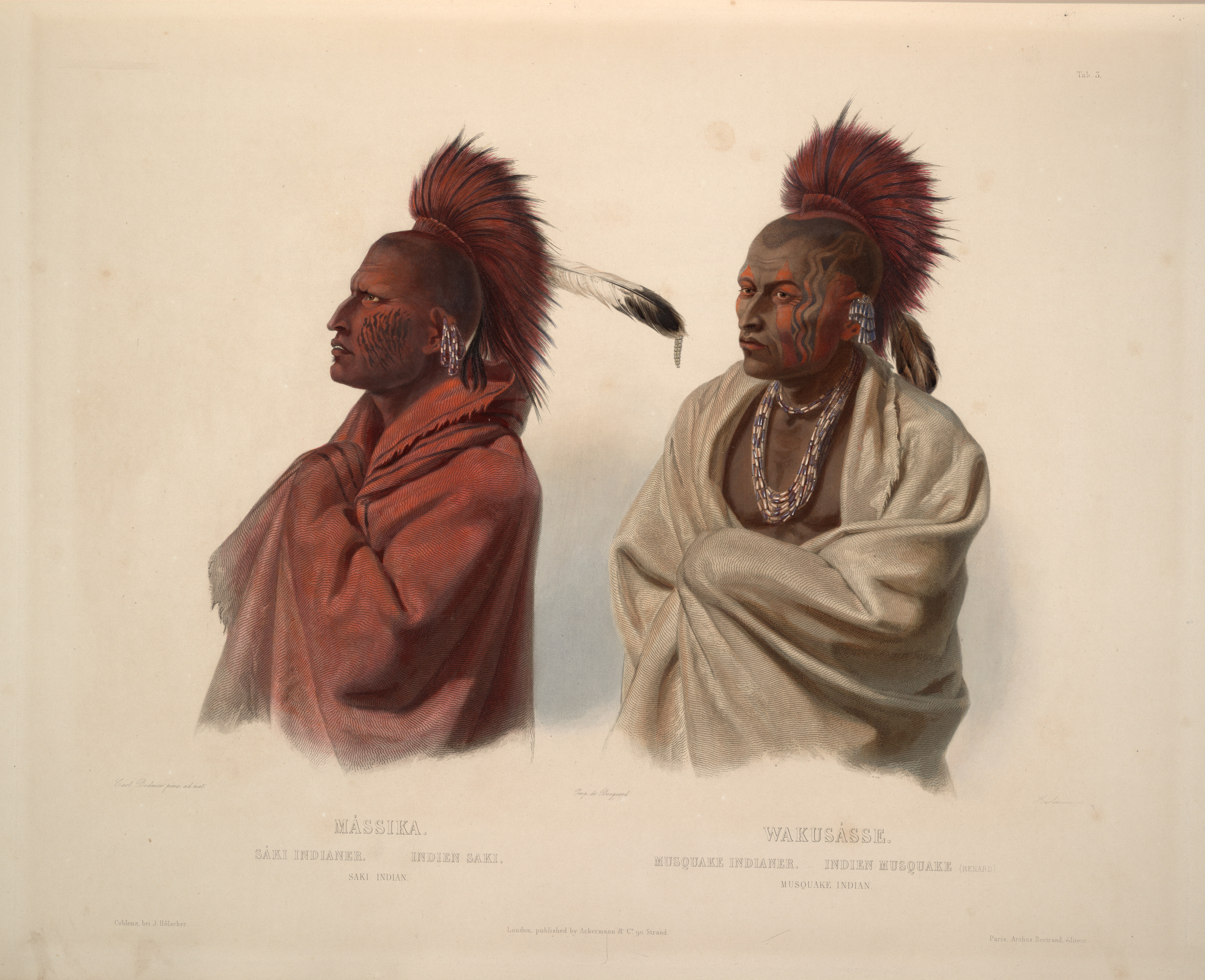
Mássika, ein Sauk (links) und Wakusásse, ein Meskwaki (rechts). Aquarell von Karl Bodmer im Jahr 1833.

Es gibt zahlreiche Berichte über die Meskwaki, allerdings nur wenig Informationen über ihre Kultur. Detaillierte Aufzeichnungen stammen überwiegend aus dem frühen neunzehnten Jahrhundert, besonders aus der Zeit zwischen 1820 und 1830. Diese Daten wurden durch Forschungsergebnisse einiger Anthropologen ergänzt, die sie in späteren Jahren gesammelt hatten.

### Lebensunterhalt
Die Lebensgrundlage der Meskwaki bildeten Jagd und Landwirtschaft. Die jährlichen Büffeljagden endeten 1823, als diese Tiere aus dem Jagdgebiet der Meskwaki verschwunden waren. Zur Fleischversorgung jagten die Meskwaki nun überwiegend Hirsche, deren Felle und Talg als Handelsgut benötigt wurde. Außerdem gehörten kleinere Pelztiere zur Jagdbeute, die man entweder jagte oder in Fallen fing. Fischfang gehörte erst dann zum Lebensunterhalt der Meskwaki, als das Fleisch der Wildtiere knapp wurde. Frauen sammelten Nüsse, Beeren, Milkweed, Honig, Bienenwachs und verschiedene Pflanzenknollen, diese Tätigkeit war jedoch von geringerer Bedeutung für die Ernährung. Auf den Feldern in den Flussauen nahe den Dörfern bauten Frauen Gartenfrüchte wie Mais, Bohnen, Squash, Kürbisse und Melonen an. Für den Handel wurde Bleierz im Tagebau gefördert. Wenn im Herbst die Gartenfrüchte geerntet und weitere Vorräte von den Händlern auf Kredit geliefert worden waren, verließen die Meskwaki ihre Dörfer und zogen zu Pferd oder mit dem Kanu zu ihren Jagdgründen östlich des Missouri und Iowa Rivers. Sie trennten sich in kleine Jagdgruppen und jagten etwa zwei Monate lang bis zum Wintereinbruch. Danach sammelten sie sich und verbrachten den Winter in größeren Lagern in den schützenden Flusstälern. Hier wurden sie von Händlern aufgesucht und tauschten Pelze und Häute gegen Kredite aus dem Herbst, Kleidung und Munition. Im zeitigen Frühling wurde erneut in kleinen Gruppen gejagt, während die Familien im Lager zurückblieben. Nach der Rückkehr der Jäger im April zog die gesamte Gruppe zurück in ihr Dorf. Mais und Gemüse wurde im Mai und Juni angebaut. Viele Männer gingen erneut auf die Jagd, während der Rest des Stammes auf den Feldern oder in den Bleiminen arbeitete.

### Siedlungen und Häuser

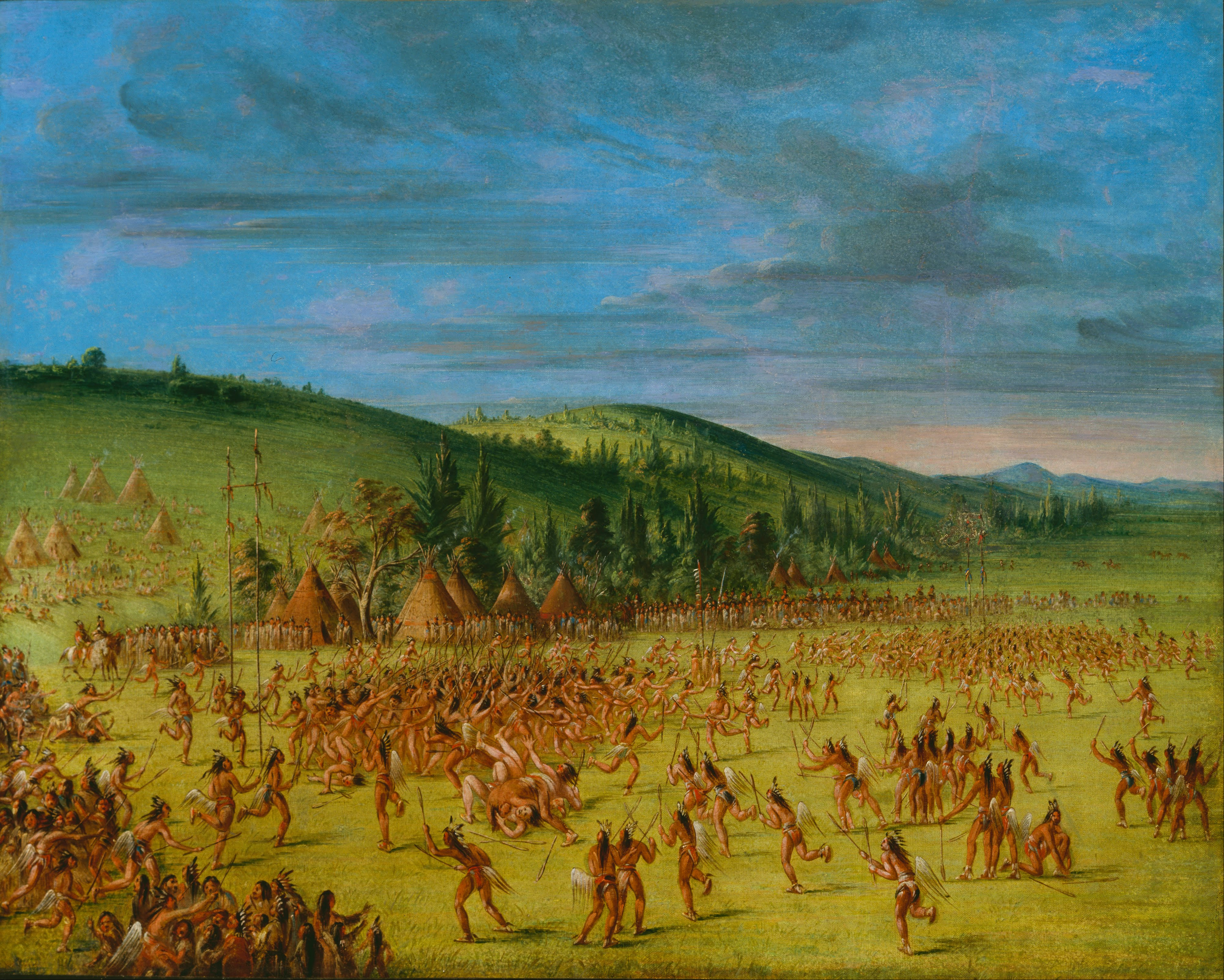
Tewaraathon – Lacrosse als Kriegsvorbereitung

Die Sommerhäuser der Meskwaki hatten einen rechteckigen Grundriss von rund 40 bis 60 Fuß (13 bis 20 m) Länge und 20 Fuß (7 m) Breite. Sie bestanden aus einem Holzgerüst aus Pfosten und dünnen Ästen, das mit Ulmenrinde bedeckt war und ausreichend Platz für eine Großfamilie bot. Die Hütten waren in zwei Reihen angeordnet und verliefen von Ost nach West. In der Nähe befand sich ein großer Platz für Veranstaltungen, wie rituelle Tänze, Pferderennen, Lacrosse-Spiele und andere gemeinsame Aktivitäten. Stets lag ein Fluss in der Nähe der von Gärten umgebenden Siedlung. Der Friedhof wurde auf einem Hügel angelegt. Das Sommerdorf diente als ständiger Wohnort, bis das Feuerholz knapp wurde oder äußere Einflüsse, wie Kriege oder Unwetter die Bewohner zwangen, die Ortslage zu wechseln. Im Jahr 1820 umfassten die beiden größten Dörfer der Meskwaki 35 bzw. 20 Hütten.
Die Winterlager hatten unterschiedliche Größe und konnten eine oder zwei Familien, jedoch auch größere Gruppen bis hin zur gesamten Band beherbergen. Die Behausungen bestanden aus kuppelförmigen, runden oder ovalen Wigwams, die mit Schilf- oder Binsenmatten bedeckt waren. Als Schlafstelle diente eine etwa ein Meter hohe, mit Bisonfellen bedeckte Plattform.

### Lebenskreislauf
Für gebärende Frauen gab es eine spezielle kleine Hütte, in der sie bei Anwesenheit anderer Frauen das Kind zur Welt brachten. Männer hatten zur Gebärhütte keinen Zutritt. Nach zehn Tagen durfte die Mutter mit ihrem Kind des Nachts zurück in das Haus der Familie, musste jedoch tagsüber in der Gebärhütte essen und zahlreiche Vorschriften bis zur ersten Menstruation nach der Geburt beachten.
In dieser Zeit lud sie die älteren Verwandten zur Namenszeremonie des Kindes ein. Einer von diesen, je nach Geschlecht des Kindes ein Mann oder eine Frau, gab dem Kind einen Namen aus dem Clan des Vaters, der aber von keiner lebenden Person getragen wurde. Dieser Name galt offenbar lebenslang. Ausnahmen bildeten Männer, wenn sie aus dem Krieg zurückkehrten, und Frauen nach einem Traum oder nach einer Vision. Der neue Name ergänzte den ersten aus der Kindheit. Kinder wurden selten körperlich bestraft. Um schlechtes Benehmen zu maßregeln, gab es gewöhnlich Essensentzug für das Kind. Jungen zwischen sechs und sieben Jahren bekamen einen kleinen Bogen und machten Jagd auf Vögel, während kleine Mädchen ihrer Mutter halfen.
Beim Eintritt der ersten Menstruation mussten die Mädchen zehn Tage lang in einer besonderen Menstruationshütte verbringen, in der Männer keinen Zutritt hatten. Auch spätere Menstruationen erforderten den Aufenthalt der Frau in einer besonderen Hütte. Jungen und Mädchen suchten im Verlauf ihrer Pubertät nach einer Vision. Während Jungen dieser bevorzugt an einer einsamen Stelle begegnen konnten, hatten Mädchen ihre Vision eher zuhause als in Isolation. Beide Geschlechter bemalten sich ihre Gesichter mit zinnoberroter Farbe, um ihren Eintritt ins Erwachsenenalter anzuzeigen.
Die Brautwerbung setzte gewöhnlich vor dem zwanzigsten Lebensjahr ein. Wenn ein junger Mann an einem Mädchen interessiert war, schlich er sich des Nachts an ihr Bett und hielt ein brennendes Stück Rinde als Lichtquelle in seiner Hand. Dort machte er ihr einen Heiratsantrag. Wenn sie zustimmte, blieb er bis zum nächsten Morgen und stellte sich der Familie vor. Ein Mann konnte außerdem den Bruder des Mädchens bitten, als Unterhändler zu fungieren. Es gab noch andere Formen der Brautwerbung, wie das Spielen einer Liebesflöte zur Auswahl einer jungen Frau, jedoch nur, wenn diese zuvor schon einmal verheiratet war. Eine Heirat wurde durch den Austausch etwa gleichwertiger Geschenke zwischen den beiden Familien bestätigt. Ein frisch verheiratetes Paar wohnte etwa ein Jahr lang bei den Eltern der Frau – oder bis das erste Kind geboren wurde. In dieser Phase mussten sie sich den Eltern unterordnen. Danach konnten die Eheleute zu seinen Eltern oder in ein eigenes Haus umziehen. Die Meskwaki praktizierten die Polygynie zumeist in ihrer sororalen Form, in der ein Mann eine oder mehrere Schwestern seiner ersten Frau heiraten konnte.
Der Tod war das meistritualisierte Ereignis bei den Meskwaki, dem große Beachtung geschenkt wurde. Das Ableben eines Angehörigen wurde durch einen Ausrufer verkündet. Die Clan-Mitglieder des Toten versammelten sich in dessen Haus zur nächtlichen Trauerzeremonie (all-night mourning ceremony). Die Beerdigung selbst wurde von ausgesuchten Clan-Angehörigen ausgeführt, wobei eine Familie der anderen half. Die Beisetzung auf einer hölzernen Plattform war eher selten. Die Gräber waren nach Clan-Zugehörigkeit und Lineage (Abstammungsgruppe) geordnet und von Ost nach West ausgerichtet, wobei die Füße des Toten nach Westen zeigten. Bekannte Krieger wurden in sitzender Position beerdigt. Sie trugen ihre beste Kleidung, waren in Matten gehüllt und erhielten einige Grabbeigaben, darunter Essen und Trinkwasser. Der Zeremonienmeister riet dem Toten, nicht zurückzublicken oder die Lebenden zu beneiden, und streute Tabakkrümel in das Grab. Manchmal wurden die getöteten Feinde des verstorbenen Kriegers aufgezählt und wurde ihren Seelen angeboten, den Toten auf seinem letzten Weg zu begleiten. Daraufhin wurde das Grab mit Erde aufgefüllt und später mit einer kleinen Holzhütte überdacht. Auf der Kopfseite des Grabes befand sich ein Pfahl, auf dem die Clan-Zugehörigkeit und einige Kriegsehrungen des Verstorbenen verzeichnet waren. Die persönliche Habe des Toten wurde unter den Verwandten und Teilnehmern der Beerdigung aufgeteilt.
Die Zeit der Trauer dauert von sechs Monaten bis zu einem Jahr oder sogar darüber hinaus. Sie war für die betroffenen Ehefrauen und Eltern von kleinen Kindern, speziell bei toten Säuglingen, besonders streng. Diese Personen mussten ihre Trauer durch ungepflegtes Aussehen, schäbige Kleidung, Verzicht auf Vergnügungen und Vermeidung von lautem Gelächter öffentlich unter Beweis stellen. Trauernde Frauen durften nicht an der Feldarbeit und Männer nicht an der Jagd teilnehmen. Mit der zeremoniellen Adoption eines Kindes konnte die Trauerperiode beendet werden. Obwohl im neunzehnten Jahrhundert nur von der Adoption gefangener Feinde berichtet wurde, gab es mit Sicherheit ebenfalls zeremonielle Adoptionen innerhalb des Stammes. Die Meskwaki ersetzten zum Beispiel jeden Toten durch die Adoption einer lebenden Person, gewöhnlich ein Freund oder eine Freundin des Verstorbenen. Diese Person behielt ihre Identität und wechselte auch nicht die Hausgemeinschaft. Eine derartige Adoptions-Zeremonie erfolgte innerhalb von vier Jahren nach dem Tod und wurde von einem Fest, Spielen und Tänzen begleitet. Man glaubte, dass diese Zeremonie vom Verstorbenen besonders geschätzt wurde und er sich jetzt nicht in einen bösartigen Geist verwandelte. Zwischen dem oder der Adoptierten und den neuen Verwandten fand ein Austausch von Geschenken statt.

### Soziale Organisation
Ein Haushalt bestand in der Regel aus 5 bis 30 Personen und etwa 10 Personen im Durchschnitt. Jeder Haushalt bildete eine wirtschaftliche Einheit, deren Männer zusammen jagten, während die Frauen im Haus und Garten arbeiteten und die kleinen Kinder betreuten. Die Häuser und das Inventar war Eigentum der Frauen, die für die Hausarbeit verantwortlich waren.
Das Verwandtschaftssystem wurde vom Anthropologen Sol Tax 1935 beschrieben und mit dem der Omaha verglichen. Die Meskwaki hatten ein vergleichbares System von exogamen patrilinealen Clans. Eine überlieferte Liste zählt die Namen von acht Clans auf: Bär (bear), Fuchs (fox), Wolf, Schwan (swan), Rebhuhn (partridge), Donner (thunder), Elch (elk) und Schwarzer Barsch (black bass). Clans waren konzeptionelle Verwandtschaftsgruppen, jedoch eher unwichtig im Vergleich zu den darin enthaltenen Lineages. Ihre Funktionen waren ritueller Art und basierten auf zwei miteinander zusammenhängenden Aspekten. Zunächst bestand jeder Clan der Meskwaki aus einer Namensgruppe, die von einem Namensgeber abstammte und das ausschließliche Anrecht auf einen entsprechenden Namensvorrat hatte. Zweitens war ein Clan eine Kultgruppe, deren Mitglieder sich um ein Heiliges Bündel (sacred pack) sammelten und halbjährliche Zeremonien abhielten. Theoretisch stammte jeder Clan von einer Person ab, die bei ihrer Namenssuche während einer Vision einem Geist in Namensgestalt begegnet war. Diese Vision enthielt zusätzliche Details über den Inhalt des Heiligen Bündels, Anweisungen für Zeremonien und die Namen selbst. Infolge der Namen und des Heiligen Bündels konnte die Kraft der Vision auf alle Clan-Mitglieder übertragen werden, ausgelöst durch ein Sacred-Pack-Ritual.
Die mit dem Clan verbundenen Lineages trugen Varianten der von einem Eponym abstammende Namen. Als Beispiel konnte der Bären-Clan sowohl das Braunbären- als auch das Schwarzbären-Lineage enthalten. Lineages waren für die Vererbung von rituellen und politischen Funktionen von Bedeutung. Von Witwen und Witwern wurde erwartet, dass sie ihre verstorbenen Ehepartner durch Mitglieder aus derselben Lineage ersetzten. Verstöße gegen diese Regeln wurden durch Frauen der betroffenen Lineage kollektiv bestraft, indem sie den Besitz des Täters oder der Täterin zerstörten. Eine Lineage bestand in der Regel aus einer Gruppe, die sich um ein Heiliges Bündel scharte.
Das Volk der Meskwaki bestand aus zwei Abteilungen, die kiskoha und tokhana genannt wurden und durch die Farben Schwarz und Weiß symbolisiert wurden. Obwohl beide Einheiten den Moieties anderer Stämme ähnelten, handelte es sich nicht um Gruppen gleicher Abstammung. Geschwister wurden beispielsweise gemäß der Reihenfolge ihrer Geburt abwechselnd einer anderen Abteilung zugeordnet. Das erste Kind eines Paares wurde automatisch Mitglied der Gruppe, der der Vater nicht angehörte, während das zweite Kind zur Gruppe des Vaters kam und so weiter. Damit wurde sichergestellt, dass beide Gruppen ungefähr die gleiche Größe behielten und Angehörige in allen anderen sozialen Einheiten nachweisen konnten. Die Gruppen waren für die Veranstaltung von Spielen, Zeremonien, Tänzen und auch für Kriegszüge zuständig. Bestimmte Mitglieder jeder Division dachten sich Späße aus, um die Gegenseite zu necken. Da sich diese Zweiteilung durch die gesamte Band, den Clan, die Lineage und die Familie zog, barg sie die Gefahr der Spaltung des Stammes in sich.
Eine weitere soziale Gruppierung war die Gesellschaft (society), ein lockerer freiwilliger Zusammenschluss von Männern und Frauen, der verschiedene Aufgaben zu erfüllen hatte, wie zum Beispiel bestimmte Rituale oder auch Kriegszüge. Eine wichtige religiöse Gesellschaft waren die Midewiwin oder die Grand Medicine Society, eine geheime Gesellschaft, deren Mitglieder Krankheiten heilen konnten und übernatürliche Kräfte besaßen, um den Stamm vor Unheil zu bewahren. Viele Zeremonien konzentrierten sich um das Medizinbündel, auch Heiliges Bündel genannt, das eine Sammlung magischer Dinge enthielt. Societies konnten zeitlich begrenzt werden, wenn ihr Auftrag erfüllt war. Zu den Aufgaben einer temporären Kriegergesellschaft gehörten beispielsweise die Durchführung von Überfällen auf den jeweiligen Feind.

### Politische Organisation

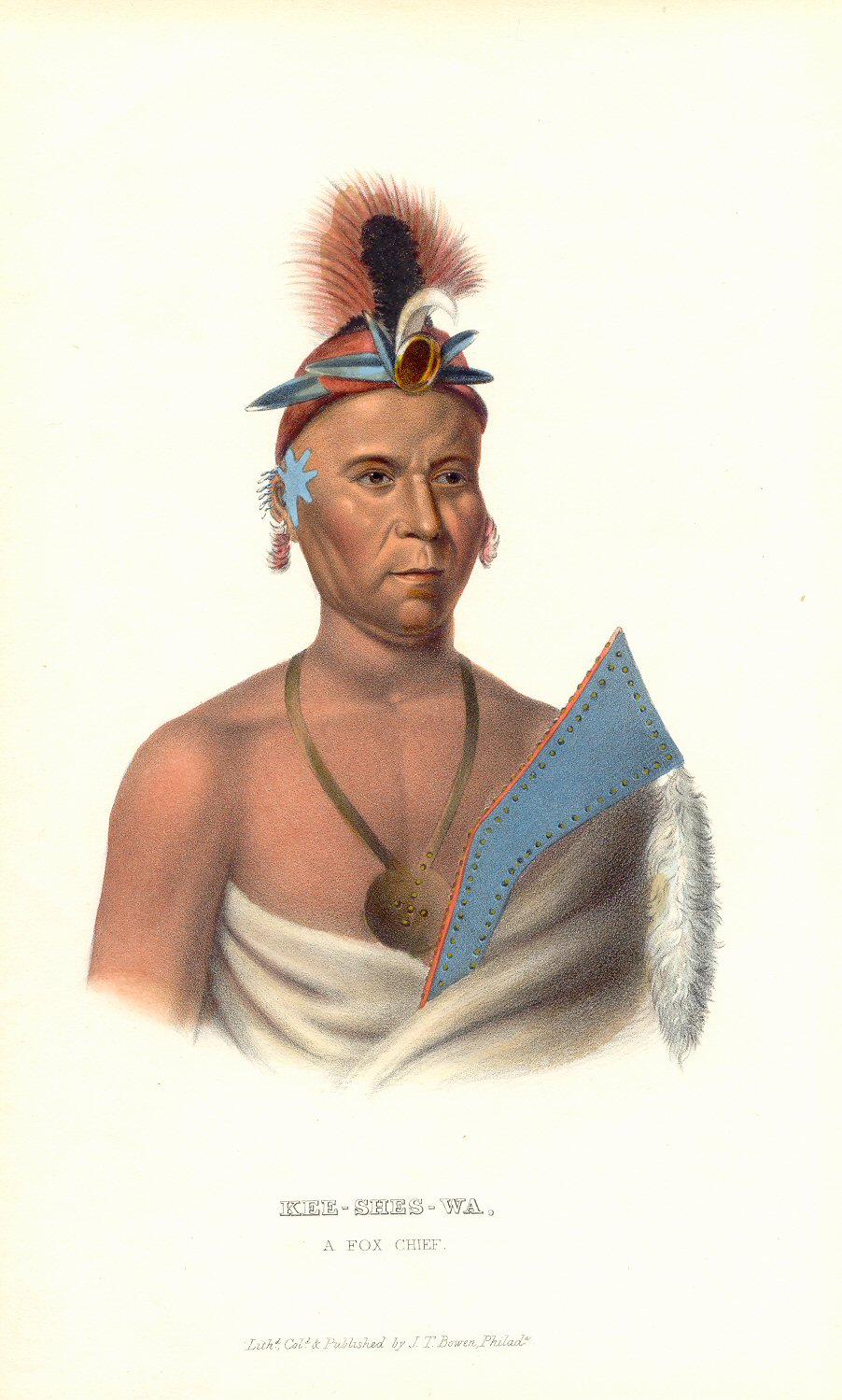
Kee-shes-wa, Häuptling der Meskwaki. Lithographie, Originalgemälde von Charles Bird King um 1840.

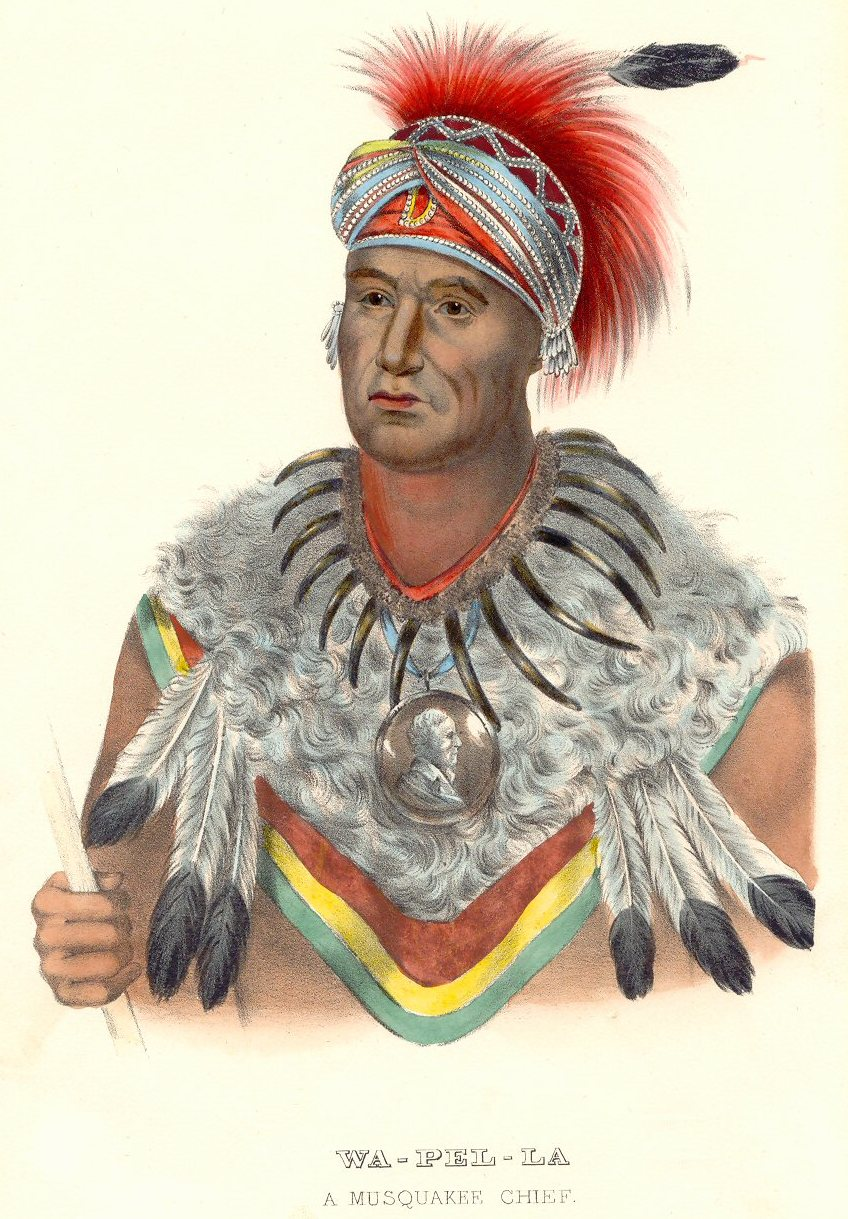
Wapello, Häuptling der Meskwaki. Lithographie. Originalgemälde von Charles Bird King um 1840.

Die politische Struktur der Meskwaki war in eine Friedens- und eine Kriegsorganisation unterteilt. Ihre Mitglieder waren häufig dieselben Personen, nur die Führung wechselte. Jede Organisation besaß einen Oberhäuptling, mehrere untergeordnete Häuptlinge und sogenannte Ausrufer. Der Friedenshäuptling hatte innerhalb des Stammes normalerweise die nominelle Autorität, doch seine Amtsführung war eher durch Überredung als durch Sanktionen gekennzeichnet und führte zwangsläufig zur Schwächung seiner Führungsposition. Seine Rolle bestand in erster Linie aus Moderation, Streitschlichten und Versöhnung. Er berief den Stammesrat ein, dessen Vorsitz er übernahm und beteiligte sich häufig an Ritualen. Sein Eigentum stand jedem zur Verfügung, der in Not war. Als Gegenleistung erhielt der Friedenshäuptling Pelze und andere Geschenke von den Stammesangehörigen. Die Aufgaben seines Assistenten, des Ausrufers, waren Ankündigungen, das Verbreiten wichtiger Nachrichten sowie die Funktion als Sprecher des Häuptlings.
In Kriegszeiten oder wenn Gefahr im Verzuge war, wechselte die Autorität zur Kriegsorganisation, die beträchtlich mehr Machtbefugnisse für einen beschränkten Zeitraum besaß. Der Kriegshäuptling befehligte die aus Kriegern bestehende Lagerpolizei, die auch für die Durchsetzung von Beschlüssen des Stammesrats sorgte. Sie hatte das Recht, den Besitz von Personen zu vernichten, die ihre Anordnungen nicht befolgten, ohne Vergeltung zu befürchten. Die Lagerpolizei arbeitete sehr effektiv und wurde allgemein in ihrem Wirkungsbereich anerkannt.
Das Amt des Friedenshäuptlings war dauerhaft mit einer bestimmten Lineage verbunden, aus der bei Bedarf vom Stammesrat ein Nachfolger gewählt wurde. Traditionell kam der Friedenshäuptling bei den Meskwaki immer aus dem Bären-Clan. Als der Friedenshäuptling 1829 getötet wurde, hatte eine Frau aus der Schwarzbär-Lineage eine Vision, in der sie beauftragt wurde, den neuen Häuptling zu bestimmen. Der Stammesrat bestätigte ihren Anspruch und sie wählte den Sohn ihres Bruders als nächsten Friedenshäuptling. Ihre Lineage behielt das Amt bis 1883, als es zur Braunbär-Lineage wechselte.
Die Wahl des Kriegshäuptlings unterlag anderen Kriterien. Traditionell war das Amt mit dem Fuchs-Clan verknüpft, so dass dieser Clan stets Kriegshäuptling genannt wurde anstatt Fox-Clan. Die meisten Namen im Clan waren deshalb auch eher auf diesen Begriff bezogen, als auf das Eponym. Der Stammesrat entschied über Krieg und Frieden, die Auswahl des Gebiets für die Winterjagd und die Beziehungen zu anderen Stämmen. Über die Zusammensetzung ist wenig bekannt. Vermutlich war die Mitgliedschaft ebenfalls erblich und stammte aus speziellen Lineages.
Trotz der relativ schwachen Autorität der Friedenshäuptlinge unterlagen die Meskwaki einer vernünftigen, wirksamen gesellschaftlichen Kontrolle. Der Indianeragent Thomas Forsyth berichtete, dass Händler ihre Warenlager in der Nähe des Dorfes unverschlossen und unbewacht ließen und trotzdem nichts gestohlen wurde. Bei Verstößen gegen Regeln und Gesetze gab es bestimmte Sanktionen. Besonders die Nichtbeachtung der Einschränkungen bei Zweitehen wurde innerhalb der Lineages verfolgt. Die Verwandten eines Mordopfers konnten zwischen Wiedergutmachung oder Vergeltung wählen. Für Rache am Mörder entschied man sich selten, da diese Wahl die Intervention des Häuptling oder des Stammesrats nach sich zog. Auch wenn harte Strafen bei Ehebruch angedroht wurden, führte dieser normalerweise lediglich zur Scheidung.

### Krieg
Zwischen 1820 und 1830 verhinderte nur die permanente Einmischung der Vereinigten Staaten einen großangelegten Krieg mit den Dakota. Auslöser war das Eindringen der Meskwaki in die Jagdgründe der Dakota, als sie von den Weißen die Flüsse in Iowa aufwärts nach Nordwesten vertrieben wurden. Eine weitere Ursache für einen Krieg zwischen den Stämmen war Vergeltung für Morde an Stammesangehörigen. Wurde ein Meskwaki von einem Mitglied eines anderen Stammes getötet, konnten Vergeltungsmaßnahmen abgewendet werden, wenn die Partei des Täters ein Angebot zur Zahlung eines Sühnegeldes bereit war. Doch diese Aktion, die covering the dead (Sühne für den Toten) genannt wurde, konnte eine mögliche Rache häufig nur temporär abwenden. Ein anderer Auslöser für Kriegszüge war das hohe Ansehen, das Krieger durch mutige Taten erreichen konnten. Schon den Knaben wurde diese Tatsache eingeimpft, so dass sie schon im Alter von sechzehn Jahren oder sogar früher auf den Kriegspfad gingen. Wollte der Stammesrat einen Kriegszug verhindern, konnte er dem Anführer der Truppe ein Pferd oder ähnlich Wertvolles als Ersatz anbieten. Doch er hatte keine formale Autorität, den Angriff zu unterbinden, wenn das Angebot abgelehnt wurde. Fand der Kriegszug trotzdem statt, so musste sich der Anführer persönlich für erlittene Verluste vor dem Stammesrat verantworten.
Wollte ein Mann einen Kriegszug führen, so suchte er durch Fasten nach einer Vision, die er öffentlich bekanntmachte. In einer Hütte außerhalb des Dorfes hängte er einen Streifen roten Stoff oder einen rot gefärbten Wampumgürtel auf. Seine Anhänger besuchten ihn, rauchten eine Pfeife und trugen ihr Namenssymbol in eine Liste ein. Die Zahl der Begleiter richtet sich nach dem Ansehen und der Erfahrung des Führers. Sogar Frauen begleiteten gelegentlich ihre Männer bei einem Kriegszug. Junge Männer ohne Kampferfahrung wurden für die Versorgung mit Nahrung und als Wachen eingesetzt. Ihre Schlafplätze befanden sich am Rand des Lagers. Der Anführer trug das Heilige Bündel, das sich stets zwischen seiner Gruppe und dem Feind befinden sollte. Beim Angriff war er an der Spitze seiner Gruppe und beim Rückzug bildete er die Nachhut. Der Inhalt des Heiligen Bündels war der wichtigste Beitrag des Anführers zum Erfolg des Unternehmens und häufig nahm er nicht an den eigentlichen Kämpfen teil.
Eine geschlagene Gruppe löste sich auf und ihre Mitglieder kehrten einzeln zurück. Eine erfolgreiche Truppe jedoch kehrte geschlossen zurück und schickte vor ihrer Ankunft einen Boten mit der Siegesnachricht ins Dorf. Weibliche Verwandte, besonders die Töchter der Schwester, kamen und nahmen den Kriegern ihren Schmuck und die Decken ab. Falls der Stammesrat zustimmte, wurde ein Tanz veranstaltet, an dem wiederum die Nichten der Krieger teilnahmen. Danach gab es eine kurze Zeit, in der die Krieger strenge Regeln einhalten mussten, darunter auch ein Zölibat.
Gefangene, die zu alt oder zu gebrechlich für den Rückmarsch ins Dorf waren, wurden gewöhnlich getötet. Andere Gefangene, die das Dorf lebend erreichten, waren sicher und wurden üblicherweise sofort adoptiert. Gefangene, adoptierte Männer betrachtete man als Außenseiter, bis sie ihre Loyalität durch die Teilnahme an einem Kriegszug bewiesen, während Frauen durch Heirat in den Stamm integriert wurden.

### Religion
Das Universum der Meskwaki war in eine Oberwelt (über der Erde, Himmel) und eine Unterwelt (unter der Erde) aufgeteilt. Der Große Manitu (Great Manitou) – kein persönlicher Gott, sondern eher eine Weltseele – regierte in der Oberwelt und wohnte im Zenit. Andere bedeutende Götter oder Geister wohnten in den vier Himmelsrichtungen. Im Osten war die Sonne, im Norden gab es den Schöpfer (auch wi-sahke-ha), im Westen wohnte der jüngere Bruder ki-ya-pa-hte-ha, der die Geister der Toten überwachte, und im Süden war sa-wano-ha, der die Donnergötter kontrollierte. Außerdem gab es zahlreiche Geister von geringerem Einfluss. Die meisten personifizierten Geister hatten Funktionen im Universum und waren in bestimmtem Grad mit dem Stamm verwandt. So waren die Meskwaki Tanten und Onkel des Schöpfers in der mütterlichen Linie und die Enkel der Erde und alles was auf ihr wuchs.
Um in Kontakt zu den übersinnlichen Wesen zu kommen, gab es bei den Meskwaki vier wichtige Aktionen, mit denen die Aufmerksamkeit der Götter erregt werden konnte. Sie färbten das Gesicht mit Holzkohle schwarz, um den Geist des Feuers anzurufen, mit Fasten reinigte man seinen Körper und stimmte die Geister positiv, Jammern machte auf sich aufmerksam und erregte Mitleid, während das Rauchen oder das Anbieten von Tabak vielleicht die wichtigste Methode war, um in Kontakt mit den Göttern zu treten. Tabak schätzten sie über alle Maßen, konnte diesen jedoch nur über die Menschen bekommen und waren deshalb hocherfreut und dankbar. Überdies waren die Meskwaki der Meinung, dass Hunde manito (geheimnisvoll und damit übernatürlich) wären und das es anderen Manitu-Geistern genehm sei, Hundefleisch zu verzehren.
Das Erlernen der Technik, um eine Vision zu suchen (vision quest), begann schon in der Kindheit. Zunächst waren es nur kurze Versuche, doch in der Pubertät kam es schließlich zur entscheidenden Vision. Wenn ein Meskwaki eine intensive Vision erlebte, wurden ihm das Heilige Bündel und dessen Utensilien offenbart, die seinem Körper und Geist eine gewisse Macht verliehen. Dieses Bündel, das er stets bei sich tragen musste, blieb sein alleiniges Geheimnis. Manche Indianer erhielten von den Göttern sehr mächtige Eigenschaften, deren positive Auswirkungen nicht nur dem Suchenden, sondern seiner Lineage, seinem Clan und mit Einschränkungen sogar seinem Stamm zugutekamen. Das dazugehörige Bündel befand sich innerhalb einer kleinen Gruppe, die dessen Kraft solange vertrauen konnte, wie sie das Bündel sorgsam behandelte und die entsprechenden Rituale einhielt.
Für jedes wichtige Bündel gab es jährlich zwei Zeremonien. Die kleine Winterzeremonie kam ohne Tänze aus. Das große, ausführliche Sommerritual dagegen enthielt ein großes Fest, Tänze, Gesänge und Gebete. Dazu kamen Mahnungen sowie die Beschreibung der Originalvision und der Geschichte des Bündels. Die Zeremonie war eine Beglaubigung der göttlichen Zusagen und sollte die Götter an ihre Versprechen erinnern und den versammelten Mitgliedern der betroffenen Gruppe die eigenen Pflichten erklären. Schließlich kam es zwischen beiden Seiten zum Austausch von Geschenken.

## Geschichte
Der französische Missionar Claude-Jean Allouez traf im Verlauf seiner Missionstätigkeit zwischen 1665 und 1667 bei Chequamegon auf einige Meskwaki. Kurz danach wurde der französische Handelsposten bei Green Bay eröffnet und veranlasste die dort lebenden Meskwaki, zum Wolf River zu ziehen. Von Händlern wurde berichtet, dass die Meskwaki nur sehr wenige Werkzeuge aus Metall besaßen, nur fünf bis sechs Beile im ganzen Dorf und lediglich ein Messer in jedem Haus. Infolge des beginnenden Pelzhandels änderte sich schon bald die wirtschaftliche Situation und damit die Materialkultur der Meskwaki.

### Fox-Kriege

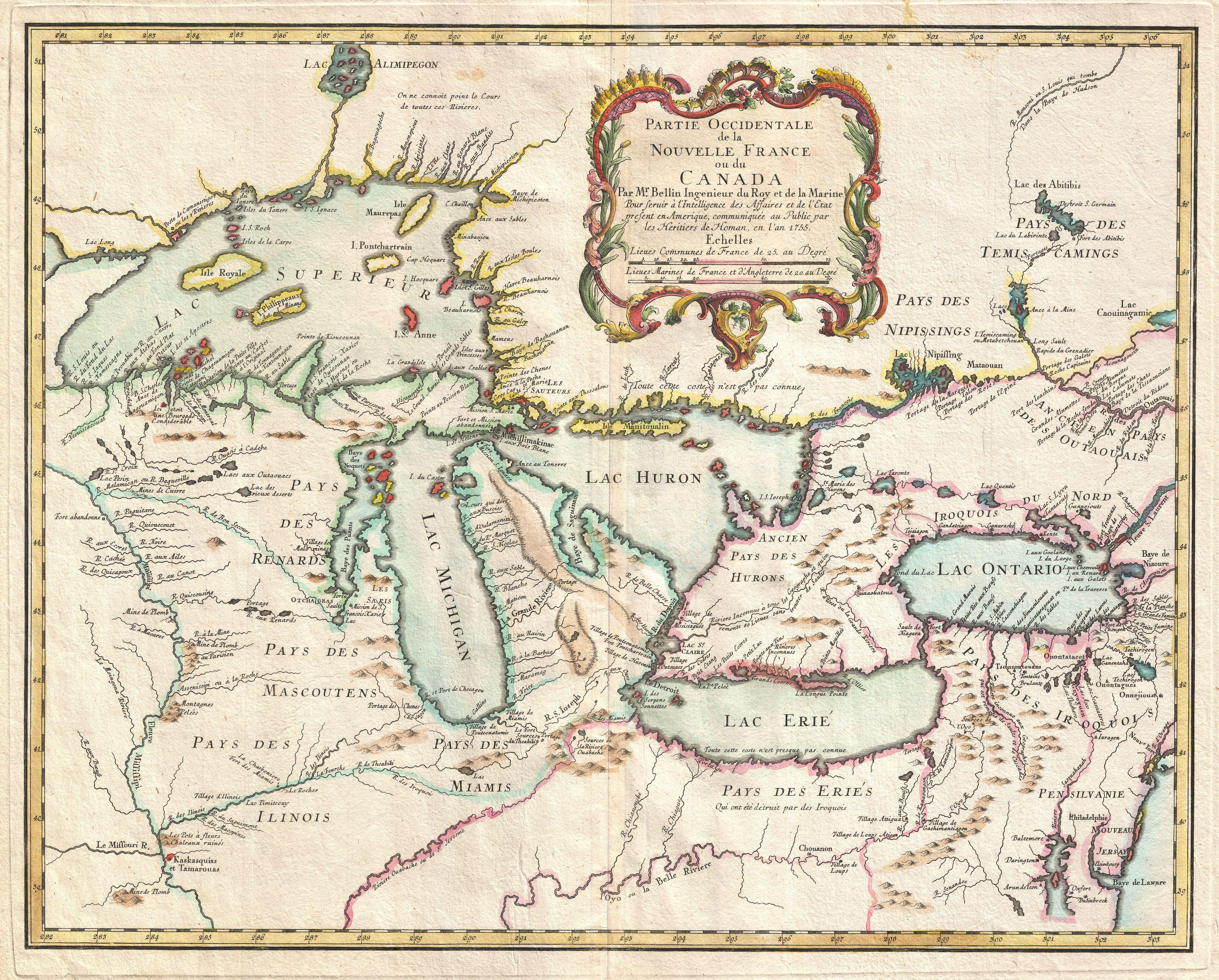
Die Großen Seen um 1755. Der französische Name für die Meskwaki ist Renards.

Die Meskwaki waren der einzige Algonkinstamm, der zu den Franzosen keine guten Beziehungen pflegte. Mehrere Faktoren waren dafür verantwortlich. Die Meskwaki waren gegen den französischen Pelzhandel mit den Dakota, damals erbitterte Feinde der Meskwaki. Außerdem war ihnen die französische Einmischung in Kriege zwischen den Stämmen in Wisconsin verhasst. Die Spannung schlug 1712 in einen offenen Krieg um, der als Erster Foxkrieg (1712–1716) in die Geschichte einging. Eine gemischte Truppe aus Meskwaki, Mascouten und Kickapoo mit über 300 Kriegern zog am 13. Mai 1712 nach Fort Pontchartrain (heute Fort Detroit), um es zu überfallen. Der Angriff schlug fehl und die Indianer gingen zur Belagerung des Forts über. Die Franzosen hatten inzwischen eine Koalition aus mehreren benachbarten Indianerstämmen gebildet, die den Meskwaki und ihren Verbündeten in den Rücken fiel. Diese flüchteten in ein von Palisaden umgebendes Dorf nördlich des Forts und plötzlich wurden aus den Belagerern Belagerte. Nach neunzehn Tagen Belagerung gelang den Meskwaki im Verlauf eines nächtlichen Gewittersturms schließlich die Flucht. Ihre Verfolger holten sie im Quellgebiet des Detroit Rivers ein. In einem viertägigen Gefecht wurde die Mehrzahl der Meskwaki und ihrer Begleiter gefangen oder getötet. Der Rest flüchtete zurück nach Wisconsin und übte blutige Rache an den dortigen französischen Händlern. Die französischen Befehlshaber schickten daraufhin 1716 eine Strafexpedition nach Wisconsin. Nach einer drei Tage dauernden Belagerung ihres Hauptdorfes stimmten die Meskwaki einer Kapitulation zu.
1728 kam es erneut zu einem bewaffneten Konflikt zwischen Franzosen und einer Koalition aus Meskwaki, Kickapoo, Mascouten und Winnebago, dem Zweiten Foxkrieg (1729–1737). Die Franzosen verfolgten dabei das Ziel, mit Hilfe der traditionellen Feinde der Meskwaki diesen Stamm gänzlich zu vernichten und mit einem Genozid das Problem zu lösen. Unter den Feinden der Meskwaki befanden sich Krieger der Chippewa, Dakota, Ottawa, Potawatomi und Wyandot. Gleichzeitig wurden sie von ihren Verbündeten im Stich gelassen, die zu den Franzosen überliefen. Um 1730 suchte eine größere Gruppe der Meskwaki Zuflucht bei den Seneca, bei denen schon seit 1712 ein Teil der Meskwaki lebte. Auf dem Weg nach Osten mussten sie das Gebiet der Illinois durchqueren. Dabei kam es im Sommer 1730 zur offenen Feldschlacht in der Prärie östlich des heutigen Bloomington in Illinois. Die vereinigten Illinois kesselten sie ein und baten die Franzosen und verbündete Stämme um Beistand. Schließlich waren rund 1400 Krieger versammelt, um die Meskwaki zu vernichten. Obwohl die französischen Befehlshaber die völlige Auslöschung der Meskwaki meldeten, gab es noch eine größere Gruppe in Wisconsin. Auch diese litten unter ständigen Angriffen feindlicher, mit den Franzosen verbündeter Stämme. Die Franzosen, enttäuscht über den unvollendeten Genozid an den verhassten Meskwaki, entschieden sich, die Überlebenden entweder zu töten oder als Sklaven nach Westindien zu schicken. Die Sauk, bisher Alliierte der Franzosen, nahmen diese Meskwaki in ihrem Dorf westlich von Green Bay bei sich auf und baten die Franzosen, mit den Meskwaki Frieden zu schließen. Die Antwort kam 1734, als eine französische Truppe unter Sieur de Villiers, begleitet von Kriegern der Ojibwe und Menominee, die Kapitulation der Sauk und Meskwaki forderte. Diese weigerten sich und in dem anschließenden Gefecht fand der französische Kommandant den Tod. In der folgenden Verwirrung konnten beide Stämme flüchten, den Mississippi überqueren und sich 1735 im östlichen Iowa ansiedeln.
Eine zweite französische Expedition wurde 1736 unter de Noyelle ausgesandt, um die Sauk und Meskwaki zu vernichten. Inzwischen hatten die meisten Stämme die Allianz mit den Franzosen verlassen. Der französische Feldzug endete im Fiasko, als die Soldaten von Kickapoo-Scouts in die Irre geführt wurden. 1737 beendete die französische Regierung die Foxkriege und garantierte den überlebenden Meskwaki eine Generalamnestie. Nur 500 Stammesangehörige hatten die Ausrottungskriege überlebt.

### Umzug in Reservate

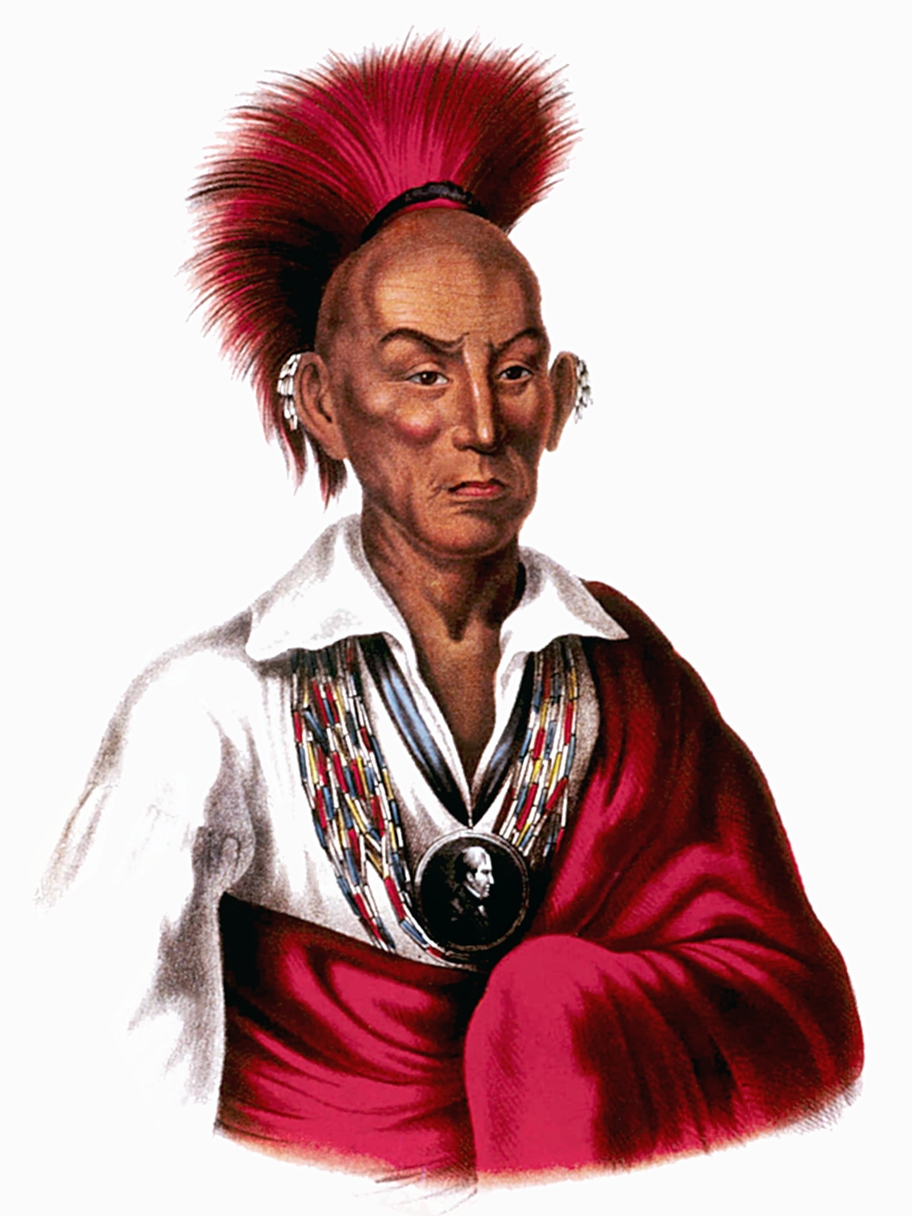
Black Hawk, Häuptling der Sauk, Lithographie, Originalgemälde von Charles Bird King um 1836

Als die Franzosen nach dem verlorenen Krieg gegen die Briten Nordamerika verlassen mussten, kehrten die Meskwaki, gestärkt durch ihre Allianz mit den Sauk, 1765 nach Wisconsin zurück. Dort wurden sie 1766 von Jonathan Carver und 1773 von Peter Pond besucht. Am Ende des achtzehnten Jahrhunderts zogen sie auf die Iowa-Seite des Mississippi. Im Black-Hawk-Krieg 1832, dem letzten Indianerkrieg in den Vereinigten Staaten östlich des Mississippi, blieben die Sauk und Meskwaki neutral. Doch die Regierung drängte sie, ihr Land in Iowa abzutreten. Nach weiteren Zugeständnissen 1837 und 1842 stimmten beide Stämme dem Umzug in ein Reservat in Kansas zu.
1843 kam es zu ernsten Spannungen, weil die Meskwaki Häuptling Keokuk von den Sauk misstrauten, der die jährlichen Rentenzahlungen der Regierung für beide Stämme entgegennahm und verwaltete. Außerdem waren die Meskwaki mit den Zuständen im Reservat unzufrieden, denn es gab ansteckende Krankheiten, schlechte Ernten und keinerlei Veranstaltungen. Dazu gab es das Gerücht, dass sie nach Oklahoma umziehen müssten. In dieser Zeit wurde Kansas ein gefährlicher Ort für Indianer, denn schwer bewaffnete Weiße machten den Staat unsicher. 1859 siedelten weiße Squatter unrechtmäßig in ihrem Reservat und belästigten die Indianer. Inzwischen hatten mehrere Gruppen der Meskwaki Kansas verlassen und waren nach Iowa zurückgekehrt. Die Staatsregierung von Iowa erließ ein Gesetz, wonach man ihnen 80 Acres Land am Iowa River bei Tama für 1000 Dollar übereigne. Die Meskwaki zahlten den Betrag aus dem Erlös, den sie durch den Verkauf ihrer Pferde erzielten. Trotzdem versuchten die Behörden später, die Meskwaki zwangsweise nach Kansas zurückzuschicken und stellten die Rentenzahlungen ein. 1867 gab die Regierung nach, nahm die Rentenzahlungen wieder auf und ernannte einen Indianeragenten für Iowa.
Über hundert Meskwaki waren bei den Sauk in Kansas geblieben. Kansas wurde 1861 als Bundesstaat zugelassen und forderte 1863 den Umzug aller Indianer in das Indianerterritorium, dem heutigen Oklahoma. 1867 unterzeichneten die Sauk und Meskwaki ihren letzten Vertrag mit den Vereinigten Staaten und traten ihr Land in Kansas gegen ein 3000 km² (750.000 Acres) großes Reservat in Oklahoma ab.

### Situation um 1955
Im Jahr 1955 hatten die Meskwaki 653 Stammesangehörige, von denen rund 500 in der Mesquakie-Gemeinde bei Tama oder in deren Nähe in Iowa wohnten. Arbeit fanden sie in den Städten der Umgebung. Zusätzliche Landkäufe seit 1857 erweiterten das Stammesgebiet auf 3300 Acres (13,35 km²). Früher bezahlte das Bureau of Indian Affairs die staatlichen Steuern auf das Land. Nach 1930 verpachtete der Stamm 500 Acres Land an einen lokalen Farmer und zahlte von dem Erlös die Steuern. Die Meskwaki bewahrten ihre Stammeseinheit und viele Facetten ihrer traditionellen Kultur. Die Meskwaki-Sprache wurde bevorzugt bei der häuslichen Konversation verwendet und die meisten Stammesmitglieder beteiligten sich an den Ritualen um die heiligen Bündel. Nur wenige Meskwaki waren ausschließlich Christen und Mitglieder der Native American Church. Eine größere Zahl, überwiegend Frauen, waren sowohl Christen als auch Anhänger der traditionellen Religion. Das alte Clan-System und auch die duale Teilung des Stammes existierten noch. Bis 1937 gab es die traditionelle Stammesführung. Danach gaben sich die Meskwaki unter dem Indian Reorganization Act eine neue Verfassung, die die erbliche Häuptlingswürde und den ernannten Stammesrat durch einen demokratisch gewählten Wirtschaftsrat ersetzte. Ein Teil des Stammes erkannte dennoch nur den erblichen Häuptling als Führer an.

## Demografie
Die meisten frühen Schätzungen der Bevölkerungszahlen sind unzuverlässig, weil darunter zahlreiche Angaben sind, die Sauk und Meskwaki nicht voneinander trennen. Die zuverlässigsten Zahlen aus dem neunzehnten Jahrhundert stammen von Forsyth und Marston, die die Meskwaki 1822 bzw. 1820 auf 1600 bzw. 2000 Angehörige schätzten. Um 1867 wurden nur noch 264 Personen genannt, als es erstmals zuverlässige Zahlen gab. Danach wuchs die Bevölkerungszahl stetig: 1932 gab es 403 und 1955 sogar 653 Stammesmitglieder gezählt.
Der US-Zensus 2000 enthält nur Angaben ohne Trennung von Sauk und Meskwaki:
Sac and Fox Tribe of the Mississippi in Iowa: 1.281 Personen; Sac and Fox Nation of Missouri in Kansas and Nebraska: 79 Personen; Sac and Fox Nation of Oklahoma: 533 Personen; sonstige Sac und Fox: 2.313 Personen. Insgesamt wurden in den Vereinigten Staaten 4.206 Stammesangehörige gezählt.

## Heutige Stämme der Sauk und Meskwaki
Heute sind drei Stämme offiziell auf Bundesebene anerkannt (federally recognized). Die meisten Nachfahren der Sauk sind in der Sac and Fox Nation of Oklahoma, die meisten Nachfahren der Meskwaki hingegen im Sac and Fox Tribe of the Mississippi in Iowa zu finden:
- Sac and Fox Nation of Oklahoma, Eigenname: Sakiwaki, weitere Varianten: Thâkîwa oder Othâkîwa (Verwaltungssitz: Stroud (Sauk-Name: Shtowâteki), Oklahoma, ihr Reservatsgebiet umfasst Gebiete der Countys: Lincoln, Payne und Pottawatomie, Stammesmitglieder: 3.794- mehrheitlich Sauk, Sprachen: American English, Sauk)

- Sac and Fox Nation of Missouri in Kansas and Nebraska (früher Sac and Fox of the Missouri Band), Eigenname: Nemahahaki oder Nîmahâha („Nemaha [County] Sauk“) (Verwaltungssitz: Reserve, Kansas, die 1836 errichtete Sac and Fox Reservation umfasst ca. 61,226 km² Land im südöstlichen Richardson County, Nebraska und im nordöstlichen Brown County, Kansas, ihre Stammesbezeichnung leitet sich von den Nemaha Counties ab, Stammesmitglieder: 442 – mehrheitlich Sauk, Sprachen: Amerikanisches Englisch, Sauk, Meskwaki)

- Sac and Fox Tribe of the Mississippi in Iowa, Eigenname: Meskwaki Nation (Verwaltungssitz: Tama, Iowa, ihr Reservatsgebiet umfasst ca. 28 km², Stammesmitglieder: 1.300 – mehrheitlich Meskwaki, die hier ansässigen Sauk nennen sich hingegen Yochikwîka („Nördliche Sauk“) oder einfach ebenfalls Êshkwîha („Mitglied der Meskwaki“), Sprachen: Amerikanisches Englisch, Sauk, Meskwaki).